# Кеолред (король Мерсії)
Кеолред (*Ceolred, д/н —716) — король Мерсії у 709—716 роках.

## Життєпис
Походив з династії Ікелінгів. Син Етельреда I, короля Мерсії. Про дату народження нічого невідомо. За правління батька протягом 690-х років залучався до державних справ. У 704 році після смерті Етельреда I влада перейшла до стриєчного брата Кеолреда — Кенреда.
Про діяльність Кеолреда за час панування Кенреда нічого невідомо. У 709 році разом зі своїми спільниками змусив короля зректися влади, незабаром Кенред став ченцем у Римі. Натомість Кеолред стає новим королем Мерсії.
Задля збереження влади змусив іншого родича Етельбальда (онук короля Еови). Значну частину приділяв зовнішній політиці, намагаючись розширити вплив королівства на усі сакські королівства півдня Британії. Найбільшою битвою була біля Воденого бургу або Іна-Альтона (неподалік від сучасного Мальборо, у Вілтширі), що сталася у 715 році. Результат цього невідомий.
На кінець життя відповідно до Англосаксонської хроніки зумів зберегти владу над Ессексом та Гвікке. Останні роки життя провів у розкошах, бенкетах та розпусті. Цим його дорікали єпископи. Помер у 716 році, ймовірно Кеолреда було отруєно. Йому спадкував зведений брат Кеолвальд.